# Baltus de Wild'

De Hal-steegh te Amsterdam waar De Wild' in de periode 1647-1650 gevestigd was

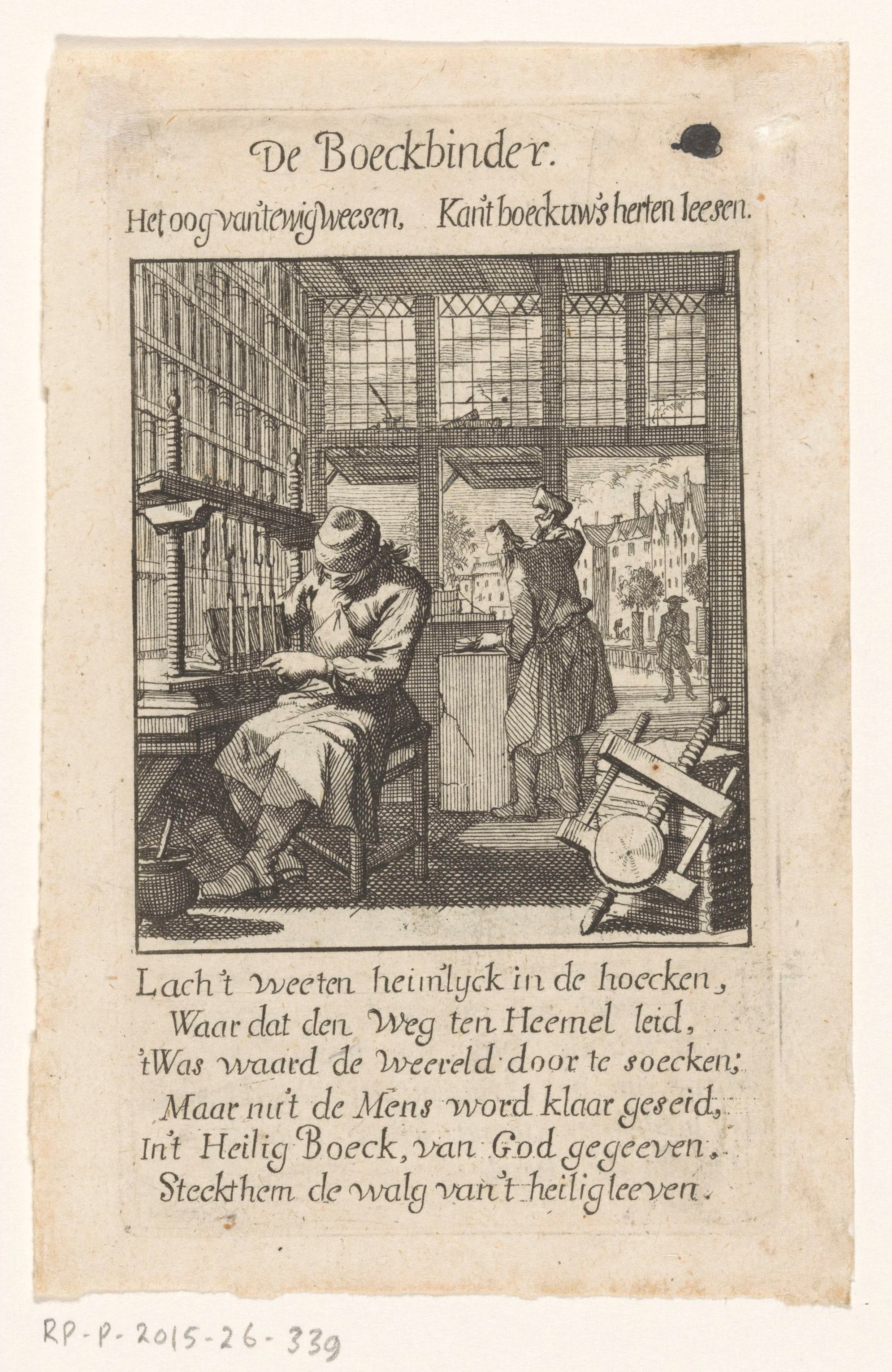
Ets van een Amsterdamse boekbinder in de 17e eeuw. Zou De Wild' ook boekbanden vervaardigd hebben in zijn werkplaats?

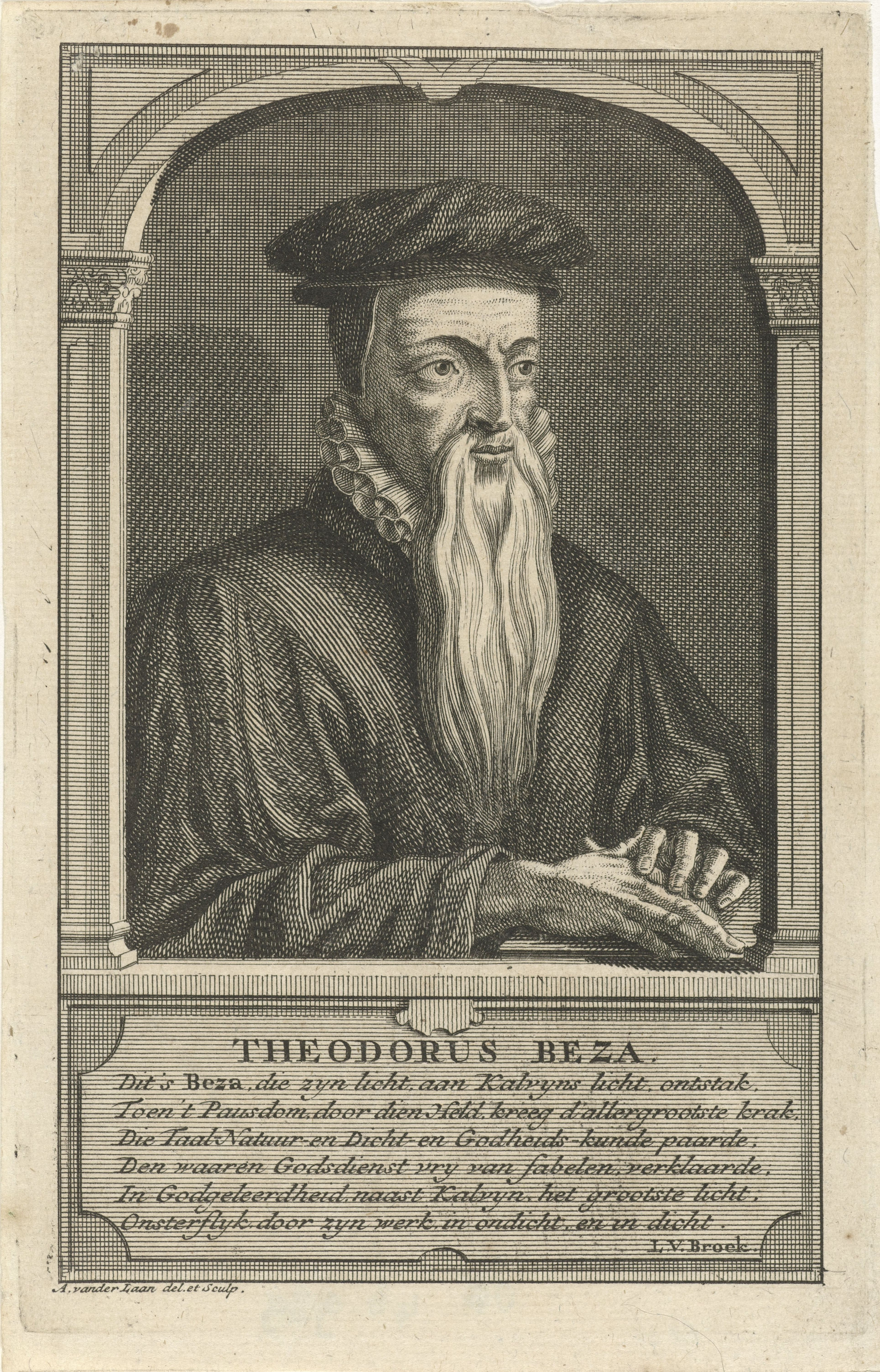
Portret van Theodorus Beza. De Wild' gaf een vertaling van Beza's werk uit in 1650.

Baltus de Wild' (Montfoort, 1612 – Amsterdam, 1687), ook bekend als Baltus de Wilde en Baltus de Wilt, was een Amsterdamse boekdrukker, boekverkoper en uitgever.

## Leven en werk
De Wild' werkte als drukker, uitgever en verkoper in de periode 1647 tot 1675. Hij werkte lange tijd samen met Johannes de Wild'. Tijdens zijn carrière was De Wild' op verschillende plekken in Amsterdam gevestigd, namelijk:
- 1647-1675: Angeliers-graft, naest't Wapen van Vrieslandt
- 1647-1650: Hal-steegh
- 1650: Harte-straet
- 1652-1653: Haerlemmerstraet, over de Prince-sluys ofte ge-by-naemt Eenhoorns-sluys
- 1657-1670: Singel, by de Reguliers-toorn
- 1671: S. Anthonis-marckt, by de Dyckstraet, naest de Goed-koop
- 1672: St. Anthonis breestraat, by de Nieuwe markt[1]

De Wild' is zover bekend tweemaal getrouwd geweest. Op 13 maart 1637 trouwde hij op 25-jarige leeftijd met Annetje Arens. Na het overlijden van Annetje huwde de inmiddels 64-jarige De Wild' op 13 maart 1676 met 28-jarige Maria Menso. Op 11 juli 1687 is het overlijden van De Wild' aangemeld bij de Heilige Stede, oftewel de Nieuwzijdse Kapel. Hij woonde destijds op de Singel.
De Wild' heeft verschillende theologische werken uitgegeven. Het gaat hier voornamelijk om vertalingen van protestantse boeken uit het Engels, Frans of Latijn van auteurs als William Perkins, Theodorus Beza en Christopher Love. Over zijn uitgaven van Love is bekend dat De Wild' een methode had ontwikkeld om met hetzelfde zetels meerdere formaten van de tekst te kunnen drukken. Er gaan ook geluiden op dat het werk van Love uitgegeven door De Wild' roofdrukken betreft.

## Uitgegeven werken
- John Abernethy, D.I. Lamotius  (1648), Een christelick ende goddelick tractaet, inhoudende de medicine der siele.[7]
- Desiderius Erasmus (1649), ‘t Handt-boeckjen van de voorbereydingh tot de doodt.[8]
- Bernard Fonteyn (1649), Per oratio poëtica, in laudem poësios, of 't lof der rym-konst.[9]
- Adam Westerman (1649), Christelijcke zee-vaert ende wandel-wegh.[10]
- William Perkins, Vincent Reinier Meusevoet  (1650) Eene godtsalighe ende geleerde uytlegginghe der predicatie Christi op den bergh.[11]
- Theodorus Beza (1650), t Leven ende doodt van den seer eerweerdigen M. Jan Calvyn.[12]
- Christopher Love (1659), Theologia practica, dat is, Alle de theologische wercken, van den hoog-geleerden Mr. Christophorus Love.[13]
- Theodorus à Brakel (1664), Disputatie ofte Bevestigende de waerheyt.[14]
- Petrus de Lange (1670), Dialogus, ofte t'samen-spreack, van een meester, en discipel, over de gods-geleertheydt.[15]